# کفشک چیلی
کفشک چیلی (نام علمی: Thysanopsetta naresi) نام یک گونه از تیره کفشک‌ماهیان دندان‌بزرگ است.